# Franco Chiusoli
Franco Chiusoli (Bologna, 5 ottobre 1946) è un politico italiano.

## Biografia
Dirigente di movimento cooperativo nel bolognese. Politicamente attivo nei Cristiano Sociali, i quali alle elezioni politiche del 1996 aderiscono a L'Ulivo e stringono un patto federativo con il Partito Democratico della Sinistra, che permette a Chiusoli di essere eletto deputato nel proporzionale in Emilia Romagna.
Nel 1998 i Cristiano Sociali si sciolgono dentro ai Democratici di Sinistra. Alle elezioni politiche del 2001 Chiusoli viene quindi eletto senatore per i DS nel collegio di Imola. Conclude il mandato nella primavera 2006.